# Mälsjön
Mälsjön är en sjö i Uppsala kommun i Uppland och ingår i Norrströms huvudavrinningsområde. Sjöns area är 0,2062 kvadratkilometer och den befinner sig 33,1 meter över havet.